# Mannaja
Mannaja è un film western italiano del 1977 diretto da Sergio Martino.
È l'ultimo film dove Maurizio Merli viene doppiato, in questo caso da Pino Locchi. A partire dal suo successivo film, Poliziotto sprint, non verrà più doppiato.

## Trama

Mannaja mozza la mano ad un bandito che sta per sparargli

Merton, detto Mannaja, torna dopo molti anni al suo paese natale per vendicare l'assassinio del padre. Infatti McGowan, l'uomo che possiede tutta la città, anni prima aveva ammazzato suo padre per prendergli le terre nel cui sottosuolo si trovavano dei giacimenti di argento. Giunto in città, Mannaja vuole riscuotere una taglia per un bandito che aveva fermato, ma non trova nessuno sceriffo: gli uomini di McGowan dettano la legge. Allora Mannaja libera il bandito e cerca di mettere in cattiva luce Woller, il gregario di McGowan, il quale per vendicarsi cerca di ucciderlo. Mannaja però riesce a sfuggire ad un agguato che Woller gli fa tendere, ma ne esce gravemente ferito. Viene salvato e curato da un gruppo di ballerine, che lo nascondono fino a quando non si è completamente ripreso. 

La tortura per rendere cieco Mannaja

Nel frattempo però, Woller si rivela per quello che realmente è: inscena il rapimento della figlia di McGowan (in realtà consenziente e innamorata di lui) per estorcere del denaro al padre. Mannaja decide così di aiutare McGowan, oramai paralitico, e va lui all'incontro col bandito. 
Ovviamente Woller non tiene fede ai patti e tenta di uccidere Mannaja, ma, quando si accorge che il carro è pieno di pietre anziché d'oro, tortura Mannaja per farsi dire dov'è nascosto davvero l'oro. Dopo aver ottenuto l'informazione minacciando una ballerina, ricoprono Mannaja di terra in modo da obbligarlo a tenere gli occhi aperti rivolti al sole, un rito che lo avrebbe accecato. Mannaja però viene salvato dal bandito che aveva inizialmente liberato. Questi lo porta in una grotta per farlo riabituare lentamente alla luce del sole, ma quando capisce che Woller ora sta cercando Mannaja, decide di vendergli l'informazione. Woller allora manda dei gregari nella grotta, i quali sono convinti di affrontare un uomo disarmato e quasi cieco. Mannaja però, in tutti questi giorni aveva nascosto i suoi progressi al bandito e, sempre di nascosto, si era costruito delle accette rudimentali, con le quali uccide tutti gli uomini di Woller.
Abituatosi oramai alla luce del sole, è pronto per tornare in città e uccidere Woller.

## Distribuzione

Anche se quasi cieco Mannaja costruisce rudimentali accette

Qualcuno mi chiama Mannaja, perché dicono che so usare bene questa...

Al di fuori dell'Italia il film è uscito come:
- A Man Called Blade (USA)
- Blade menneskejegeren (Norvegia)
- Mannaja - Das Beil des Todes (Germania)
- Mannaja - Um Homem Chamado Blade (Brasile)
- Mannaja, l'homme à la hache (Francia)

## Colonna sonora
La colonna sonora di Guido e Maurizio De Angelis è composta dalle seguenti tracce:
1. Wolf
2. The Ransom
3. Axe And Angela
4. Loneliness
5. The Casino-Saloon
6. Axe Is Back
7. The Kidnapping
8. Axe And McGowan
9. Seeking Revenge
10. Debra
11. No Gold...Only Stones
12. Snake
13. The Hatchet
14. Out Of The Tunnel And Finale

## Incassi
La pellicola ha totalizzato 750 milioni di lire al botteghino italiano.